# 157
El 157 (CLVII) fou un any comú començat en divendres del calendari julià.

## Esdeveniments
- Britànnia: el governador romà Juli Ver aconsegueix sufocar la rebel·lió dels brigants.[cal citació]
- Per problemes a Dàcia (157-158)1. Marc Estaci Prisc és nomenat governador de la província de Dàcia.[1]

## Naixements
- Hua Xin, funcionari i ministre xinès (m. 232)[2]